# Ma che discorsi
Ma che discorsi è un singolo del cantautore italiano Daniele Silvestri, pubblicato l'11 marzo 2011 come primo estratto dal settimo album in studio S.C.O.T.C.H..

## Descrizione
Il brano è costruito su un ritmo veloce e coinvolgente, e racconta una relazione di coppia in crisi, vissuta all'interno dell'abitacolo di un'automobile in mezzo al traffico.
Al brano collaborano agli archi i Solis String Quartet.

## Video musicale
Il videoclip è stato pubblicato il 24 giugno 2011 attraverso il canale YouTube del cantante. Il cantante ha realizzato il video nel quale insieme all'attrice Lisa Lelli, attraversa le vie di Fregene a bordo di una “beach-car”, un'automobile costruita con due sedie al posto dei sedili, due tavole da surf come ruote, una borsa-frigo come cruscotto e un frisbee come volante. Il video è stato realizzato con la tecnica dello stop-motion, una tecnica di ripresa utilizzata a partire dagli anni Settanta.

## Tracce
Download digitale
1. Ma che discorsi – 3:15

## Classifiche
| Classifica (2011) | Posizione |
| ----------------- | --------- |
| Italia            | 43        |